# Claraeola koreana
Claraeola koreana är en tvåvingeart som först beskrevs av Kozanek och Kae Kyoung Kwon 1991.  Claraeola koreana ingår i släktet Claraeola och familjen ögonflugor.
Artens utbredningsområde är Nordkorea. Inga underarter finns listade i Catalogue of Life.